# Andrei Suhovețki
Andrei Alexandrovici Suhovețki (în rusă: Андрей Александрович Суховецкий, n. 25 iunie 1974, URSS – d. 2 martie 2022, Donețk, Ucraina) a fost un general-maior rus. A fost comandantul adjunct al Armatei a 41-a din Federația Rusă din 2021. Suhovețki a fost ucis de un lunetist în timpul invaziei Rusiei în Ucraina. Președintele Vladimir Putin i-a confirmat decesul la 4 martie.